# Rendez-Vous '87
Rendez-Vous '87 je bila serija dveh hokejskih tekem leta 1987 med selekcijo zvezd lige NHL in sovjetsko reprezentanco, ki je bila odigrana namesto običajne tekme zvezd lige NHL, podobno kot že Challenge Cup 1979. Serijo tekem, ki sta bili odigrani 11. in 13. februarja v dvorani Le Colisee, Quebec City, je z razliko v golih 8:7 dobila sovjetska reprezentanca. Selekcijo lige NHL je sestavljalo šestnajst kanadskih ter po dva švedska, finska in ameriška hokejista.

## Postavi
| #         |                         | Igralec           | Pol               | Klub                |
| Vratarja  |                         |                   |                   |                     |
| 1         | Kanada                  | Clint Malarchuk   | Clint Malarchuk   | Quebec Nordiques    |
| 31        | Kanada                  | Grant Fuhr        | Grant Fuhr        | Edmonton Oilers     |
| Branilci  |                         |                   |                   |                     |
| 3         | Združene države Amerike | Mike Ramsey       | Mike Ramsey       | Buffalo Sabres      |
| 4         | Združene države Amerike | Rod Langway       | Rod Langway       | Washington Capitals |
| 5         | Kanada                  | Rick Green        | Rick Green        | Montréal Canadiens  |
| 6         | Kanada                  | Ray Bourque       | Ray Bourque       | Boston Bruins       |
| 8         | Švedska                 | Ulf Samuelsson    | Ulf Samuelsson    | Hartford Whalers    |
| 21        | Kanada                  | Normand Rochefort | Normand Rochefort | Quebec Nordiques    |
| 24        | Kanada                  | Doug Wilson       | Doug Wilson       | Chicago Blackhawks  |
| 25        | Združene države Amerike | Chris Chelios     | Chris Chelios     | Montréal Canadiens  |
| Napadalci |                         |                   |                   |                     |
| 9         | Kanada                  | Glenn Anderson    | LW                | Edmonton Oilers     |
| 10        | Kanada                  | Dale Hawerchuk    | C                 | Winnipeg Jets       |
| 11        | Kanada                  | Mark Messier      | C                 | Edmonton Oilers     |
| 14        | Kanada                  | Kevin Dineen      | RW                | Hartford Whalers    |
| 15        | Finska                  | Esa Tikkanen      | RW                | Edmonton Oilers     |
| 16        | Kanada                  | Michel Goulet     | RW                | Quebec Nordiques    |
| 17        | Finska                  | Jari Kurri        | RW                | Edmonton Oilers     |
| 19        | Kanada                  | Kirk Muller       | LW                | New Jersey Devils   |
| 20        | Kanada                  | Dave Poulin       | C                 | Philadelphia Flyers |
| 28        | Švedska                 | Tomas Sandström   | RW                | New York Rangers    |
| 32        | Kanada                  | Claude Lemieux    | RW                | Montréal Canadiens  |
| 66        | Kanada                  | Mario Lemieux     | C                 | Pittsburgh Penguins |
| 99        | Kanada                  | Wayne Gretzky (C) | C                 | Edmonton Oilers     |

| #         | Igralec                | Pol                    | Klub               |
| Vratarja  |                        |                        |                    |
| 1         | Sergej Milnikov        | Sergej Milnikov        | Traktor Čeljabinsk |
| 20        | Jevgenij Belošejkin    | Jevgenij Belošejkin    | CSKA Moskva        |
| Branilci  |                        |                        |                    |
| 2         | Vjačeslav Fetisov (C)  | Vjačeslav Fetisov (C)  | CSKA Moskva        |
| 4         | Igor Stelnov           | Igor Stelnov           | CSKA Moskva        |
| 5         | Vasilij Pervuhin       | Vasilij Pervuhin       | Dinamo Moskva      |
| 6         | Mihail Tatarinov       | Mihail Tatarinov       | Dinamo Moskva      |
| 7         | Aleksej Kasatonov      | Aleksej Kasatonov      | CSKA Moskva        |
| 8         | Aleksej Gusarov        | Aleksej Gusarov        | CSKA Moskva        |
| 12        | Sergej Starikov        | Sergej Starikov        | CSKA Moskva        |
| 14        | Zinetula Biljaletdinov | Zinetula Biljaletdinov | Dinamo Moskva      |
| Napadalci |                        |                        |                    |
| 9         | Vladimir Krutov        | RW                     | CSKA Moskva        |
| 11        | Igor Larionov          | C                      | CSKA Moskva        |
| 13        | Valerij Kamenski       | F                      | CSKA Moskva        |
| 15        | Andrej Homutov         | LW                     | CSKA Moskva        |
| 18        | Aleksander Semak       | C                      | Dinamo Moskva      |
| 19        | Mihail Varnakov        | RW                     | Torpedo Gorki      |
| 21        | Sergej Nemčinov        | C                      | Krila Sovjetov     |
| 22        | Sergej Prjahin         | LW                     | Krila Sovjetov     |
| 24        | Sergej Makarov         | LW                     | CSKA Moskva        |
| 27        | Vjačeslav Bikov        | C                      | CSKA Moskva        |
| 29        | Jurij Hmiljov          | LW                     | Krila Sovjetov     |
| 30        | Anatolij Semjonov      | C                      | Dinamo Moskva      |

## Tekmi
| 11. februar | Selekcija zvezd NHL | 4 – 3 | Sovjetska zveza | Le Colisee |

| Poročilo tekme      | Poročilo tekme                                                                      | Poročilo tekme  | Poročilo tekme                                                     | Poročilo tekme                           |
| ------------------- | ----------------------------------------------------------------------------------- | --------------- | ------------------------------------------------------------------ | ---------------------------------------- |
| Začetek: ni podatka | J. Kurri 5:23 (ES) G. Anderson 37:00 (ES) K. Dineen 47:03 (ES) D. Poulin 58:45 (ES) | (3:1, 1:0, 0:1) | A. Kasatonov 38:42 (ES) V. Bikov 42:03 (ES) A. Semjonov 48:04 (ES) | Gledalci: 15.398 Sodnik: Nikolaj Morozov |

| 13. februar | Selekcija zvezd NHL | 3 – 5 | Sovjetska zveza | Le Colisee |

| Poročilo tekme      | Poročilo tekme                                                  | Poročilo tekme  | Poročilo tekme                                                                                                | Poročilo tekme                       |
| ------------------- | --------------------------------------------------------------- | --------------- | --- | ------------------------------------ |
| Začetek: ni podatka | M. Messier 3:32 (PP) D. Wilson 47:33 (PP) R. Bourque 59:23 (ES) | (2:1, 2:3, 0:1) | V. Kamenski 23:13 (ES) V. Krutov 25:41 (ES) V. Kamenski 39:41 (ES) V. Krutov 49:19 (ES) A. Homutov 52:59 (ES) | Gledalci: 15.395 Sodnik: Dave Newell |

## Najboljši strelci
T-tekme, G-goli, P-podaje, TOČ-točke
| Igralec          | T | G | P | TOČ |
| ---------------- | - | - | - | --- |
| Wayne Gretzky    | 2 | 0 | 4 | 4   |
| Valerij Kamenski | 2 | 2 | 1 | 4   |
| Andrej Homutov   | 2 | 1 | 2 | 3   |
| Mario Lemieux    | 2 | 0 | 3 | 3   |
| Vladimir Krutov  | 2 | 2 | 0 | 2   |
| Jari Kurri       | 2 | 1 | 1 | 2   |
| Vjačeslav Bikov  | 2 | 1 | 1 | 2   |
| Dave Poulin      | 2 | 1 | 1 | 2   |
| Doug Wilson      | 2 | 1 | 1 | 2   |
| Igor Larionov    | 2 | 0 | 2 | 2   |